# Tidigare Zhao
Tidigare Zhao (前赵; 前趙; Qián Zhào) eller Han Zhao (汉赵; Hàn Zhào)  eller Norra Han  (北汉; Běi Hàn) var en stat under tiden för De sexton kungadömena i norra Kina. Staten existerade år 304 till 329. Statens territorium var södra delen av dagens Shaanxi och Shanxi, och även delar av  Henan och Gansu.
Riket ursprungliga namnen var "Han", men namnet ändrades senare till "Zhao". Grundare till staten var Liu Yao (刘曜) som tillhörde Xiongnufolket. Liu Yao hade tagit samma familjenamn som kejsarna till Handynastin (206 f.Kr.–220), och såg sig som dess efterträdare, och därför har riket även kallats "Norra Han".
311 anföll Tidigare Zhao staden Luoyang, som var huvudstad för Jindynastin. Jindynastins kejsare flydde, och förstörelsen av Luoyang var inledningen till delningen mellan Västra Jindynastin och Östra Jindynastin.
Vid grundat hade Liu Yao sin huvudstad i dagens Lishi i Shanxi. Efter attacher från Jindynastin tvingades riket först flytta sitt säte till dagens Xi i Shanxi, och senare till Linfen i Shanxi. Efter att blivit attackerade av Shi Le (石勒), som grundat riket Senare Zhao, flyttades huvudstaden slutningen till  Chang'an, dagens Xi'an i Shaanxi. Riket föll slutligen 329 efter att Shi Le erövrat regionerna kring Chang'an.